# Schizomavella hastata
Schizomavella hastata is een mosdiertjessoort uit de familie van de Bitectiporidae. De wetenschappelijke naam van de soort is voor het eerst geldig gepubliceerd in 1862 door Hincks.